# Helleborus niger
Helleborus niger, llamado comúnmente eléboro negro, rosa de Navidad, vedegambre negro o yerba ballestera negra, es nativo del centro de Europa y de Asia Menor, crece en regiones montañosas, Alpes, Apeninos, Cárpatos en claros de bosques sobre terreno calcáreo. Por su belleza se cultiva como planta ornamental.

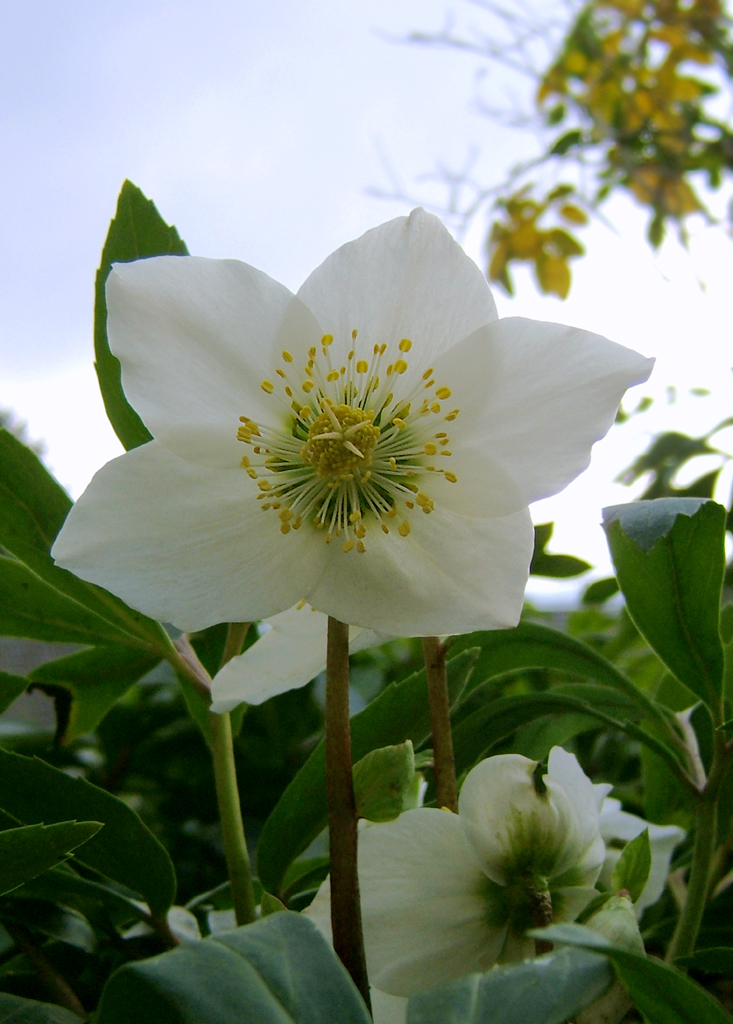
Flor

## Descripción
Es una planta rizomatosa perenne que alcanza los 50 cm de altura. La hojas, basales y palmadas con un largo peciolo, son grandes, con 7-9 segmentos, coriáceas y de color verde oscuro. Las flores, grandes y solitarias de color blanco o rosado, su cáliz tiene cinco sépalos ovalados. Los pétalos de color amarillo verdoso, son tubulares y más cortos que los estambres. El fruto es un folículo con numerosas semillas. Florece en invierno.

## Propiedades
- Tiene propiedades cardiotónicas pero es altamente tóxico, produciendo las mismas intoxicaciones que la dedalera.

## Folclore
El nombre común, rosa de Navidad, se debe a una antigua leyenda en la que se cuenta que floreció sobre la nieve debido a las lágrimas de una joven, la cual lloraba por no tener regalo que llevar al niño Jesús en Belén.

## Taxonomía
Helleborus niger fue descrita por Carlos Linneo y publicada en Species Plantarum 1: 558, en el año 1753.
Etimología
Ver: Helleborus
niger: epíteto latíno que significa "negro"
Sinonimia
- Helleborus macranthus Freyn
- Helleborus altifolius Steud.
- Helleborus grandiflorus' Salisb.[4]